# Кошеня на ім'я Гав
«Кошеня на ім'я Гав» (рос. Котёнок по имени Гав) — цикл радянських мультиплікаційних фільмів Льва Атаманова. Заключна серія створена після смерті Льва Атаманова Леонідом Шварцманом.
Сценарії написані за однойменними казками Григорія Остера. Мультфільм розповідає про пригоди кошеняти з незвичайним ім'ям Гав та його друга — щеняти Шарика. Гав постійно потрапляє в безглузді ситуації і знаходить пригоди одразу, як тільки виходить із дому. Він переконаний, що треба йти назустріч неприємностям, бо старий дворовий кіт йому заявив: «На тебе чекають одні неприємності!». Також він знає, як правильно ділити сосиски, навіщо потрібна таємна мова і чому боятися грози потрібно разом з другом на горищі.
Мультфільм акцентує увагу на справжній дружбі, ілюструє турботу дорослих про маленьких та слабких.
У липні 2017 року компанія «Союзмультфільм» заявила про продовження мультфільму. З того часу жодних заяв більше не з'являлося.

## Історія створення
Спочатку Гав передбачався рудим і безпородним, проте згодом мультиплікатор Леонід Шварцман вирішив зробити кошеня породистим, взявши за основу сіамську породу. Однак, на думку фелінолога, зовнішність Гава відповідає скоріше тайським (старосіамським) кішкам.

## Випущені серії
- Кошеня на ім'я Гав (випуск 1) (1976)
- Кошеня на ім'я Гав (випуск 2) (1977)
- Кошеня на ім'я Гав (випуск 3) (1979)
- Кошеня на ім'я Гав (випуск 4) (1980)
- Кошеня на ім'я Гав (випуск 5) (1982)